# Sansevieria forskaliana
Sansevieria forskaliana là một loài thực vật có hoa trong họ Măng tây. Loài này được (Schult. & Schult.f.) Hepper & J.R.I.Wood miêu tả khoa học đầu tiên năm 1983.